# Mulâtre
Pour l’article homonyme, voir Mulâtre (homonymie).

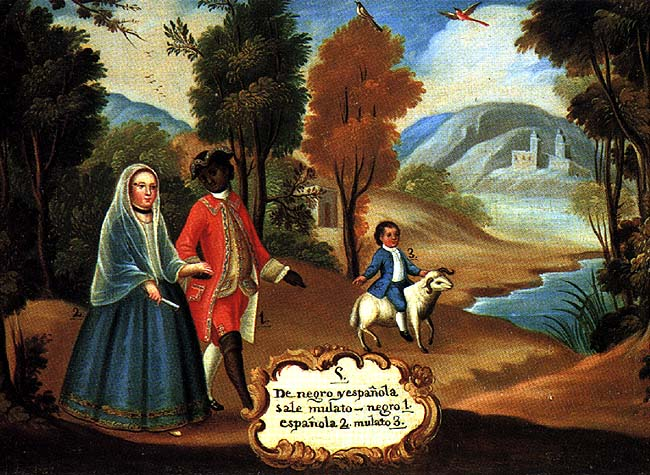
Enfant mulâtre avec sa mère espagnole et son père noir en Nouvelle-Espagne, par le peintre espagnol Miguel Cabrera (XVIIIe siècle).

Mulâtre (féminin mulâtresse) est un terme qui désignait la personne métisse née d'un parent noir, d'ascendance africaine, et d'un parent blanc, d'ascendance européenne.

## Étymologie et usage

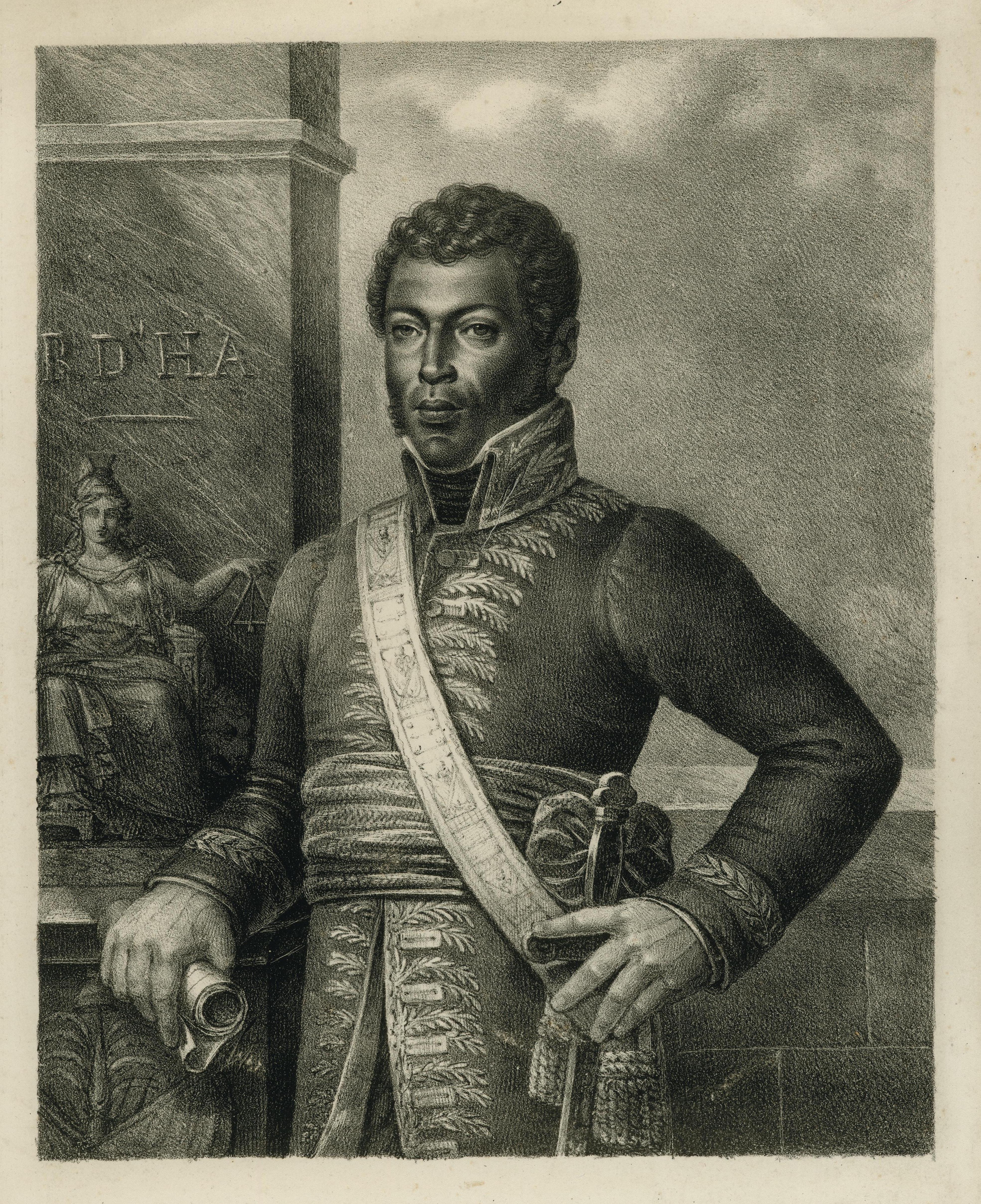
Alexandre Pétion (1770-1818), mulâtre et président de la République d'Haïti.

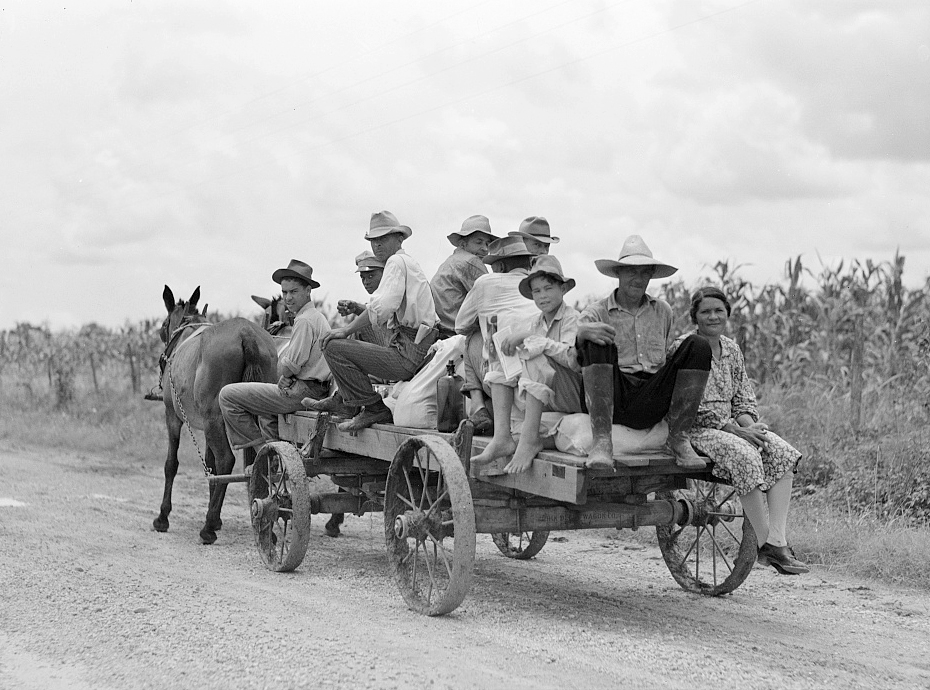
Paysans mulâtres de Louisiane (photo de Marion Post Wolcott, juillet 1940).

### Du castillanmulo, «mulet»
Le terme mulâtre est emprunté au portugais mulato, lui-même d'origine castillane et dérivé de mulo, « mulet », le mulâtre étant un métis comme le mulet, hybride d'un âne et d'une jument.
Il est apparu en français en 1544 dans l'ouvrage de Jean Fonteneau, La Cosmographie avec l’espère et régime du soleil du nord, dans le sens général de métis. Ce n'est qu'en 1604, avec François Martin, que le substantif prend son acception actuelle : « Il y a quelques mulastres ou mestis c'est-à-dire personnes issus d'hommes blancs et de femmes noires ».
Le terme mulato ou mulata est utilisé en portugais pour désigner des métis. Au Brésil, la mulata est encensée durant le carnaval, notamment dans des chansons spécifiques (marchinhas).

### De l'arabemuwallad
Muladi est une des origines possibles du terme espagnol et portugais mulato[réf. nécessaire]. Selon le dictionnaire de l'Académie royale espagnole, muladi signifie « l'Espagnol chrétien qui, pendant la domination islamique en Espagne, a embrassé l'islam et a vécu parmi les musulmans », tandis que Bernards et Nawas disent que la forme plurielle du mot semble être restreinte à Al-Andalus, presque exclusivement aux régions de Mérida, Grenade, Séville et Jaén[réf. nécessaire].
Les mots espagnol, portugais et catalan sont dérivés eux-mêmes du terme arabe muwallad dont le sens fondamental est « personne d'ascendance mixte », en particulier un descendant de père arabe et de mère non-arabe, qui a grandi sous l'influence d'une société arabe et a été instruit dans la culture islamique, ou bien des hommes musulmans et des femmes étrangères non musulmanes. Muladi est la forme espagnole du terme muwalladun, désignant les musulmans de langue arabe d'origine hispanique qui se sont rebellés pour l'égalité des Hispaniques et contre la domination arabe. Selon Dozy, Muwallad signifie « quiconque, sans être d'origine musulmane, naît parmi les musulmans et a été élevé comme un Arabe ». Le mot, selon lui, n'implique pas nécessairement d'ascendance arabe, qu'elle soit paternelle ou maternelle.
Muwallad dérive de la racine WalaD (ولد). Walad signifie « descendant, fils, garçon, jeune animal (mâle), jeune homme ». Muwallad renvoie à la progéniture. Le terme muwalladin est parfois utilisé en arabe encore aujourd'hui pour décrire les enfants de père musulman et de mère étrangère,,.

## Usages
Les dictionnaires français Hachette et Larousse indiquent le terme comme « vieilli » surtout sous sa forme féminine « mulâtresse ». Le Larousse rappelle que métis et mulâtre sont utilisés comme synonymes mais ne recouvrent pas exactement le même définition : métis caractérise une personne issue de l'union de deux personnes d'origine ethnique différente tandis que mulâtre définit une personne dont la mère est noire et le père blanc, ou inversement.
En Belgique, le terme mulâtre a été abondamment utilisé pour désigner les enfants issus d'un père blanc et d'une mère indigène pendant toute la période de colonisation du Congo, tant dans la période de l'État indépendant du Congo que dans celle du Congo belge ; au XXIe siècle, le terme métis est cependant plus souvent utilisé,.
Elle a d'ailleurs pu avoir le caractère d'une caste, notamment à Haïti jusqu'à nos jours et en République dominicaine dans le courant du XIXe siècle, où nul n'échappait comme dans toute la Caraïbe à la « hiérarchie pigmentaire ». 
Selon Alain Rey, le terme « mulâtresse » est considéré comme dépréciatif. En Amérique du Nord, le terme « mulatto » est considéré comme daté et offensant,. 
« L’identité mulâtre » était fondée sur les conséquences sociales, économiques et politiques du colonialisme, de l’esclavage et de la ségrégation raciale dans le Nouveau Monde (hémisphère occidental).

## Contexte historique
Aux Antilles françaises, en Guyane française et dans les Mascareignes, la désignation des personnes selon leur couleur a une importance historique. Elle est due à une hiérarchie sociale raciste qui crée une catégorie de blancs séparés par des autres par une ligne de couleur.[citation nécessaire] Plus les personnes étaient d'ascendance européenne, plus elles étaient supposées riches et puissantes. Initialement les colons étaient des nobles, et le roi de France, Louis XIV, ne permettait pas la transmission du titre au travers du mariage avec des Africains d'origine[réf. nécessaire]. Il faut rappeler que ce titre conférait une fonction d'autorité sur des Français, et souvent un territoire associé en métropole.
Par ailleurs, il faut rappeler que les premiers mulâtres sont apparus avant l'économie de plantation et la traite des esclaves. Ils étaient les enfants d'européens et d'esclaves africaines des débuts de la traite occidentale qui débuta en 1441 par la déportation de captifs africains vers la péninsule ibérique ainsi que de flibustiers et boucaniers.
Une « caste » de mulâtres a émergé et s'est développée économiquement — comme à Haïti notamment —, une aisance leur ouvrant par ailleurs un accès à l'éducation, c'est-à-dire aux professions intellectuelles. La défense de leur couleur était implicitement associée à leurs privilèges, et leur patrimoine. Ce qui les a conduit, à l’imitation des békés, à restreindre les mariages avec des personnes d'ascendance africaine, dont la couleur est implicitement associée à la pauvreté héritée de leur condition d'esclave, puisque ces personnes n'ont plus de patrimoine, initialement saisi par les noblesses africaines qui ont vendu leurs ancêtres pour participer au commerce triangulaire lancé par les colons.
En opposition avec ces comportements discriminatoires et ces inégalités, le mariage d'une personne d'ascendance africaine avec un béké ou un mulâtre était à la fois une ascension sociale et une remise en cause de l'ordre établi. Il s'est ajouté, notamment aux Mascareignes, l'arrivée d'une immigration asiatique. Une partie d'entre elle a été intégrée aux mulâtres. Contrairement aux États-Unis, les métissages n'ont jamais été interdits dans les colonies des pays (catholiques) d'Europe continentale[réf. nécessaire],.

## Les nuances de métissage
D'après le Dictionnaire universel, Panthéon historique, littéraire et encyclopédie illustrée (1852) : 

« On désigne sous ce nom, dans l'espèce humaine, les individus engendrés par un sujet de variété blanche ou européenne avec un sujet de la variété nègre. On dit aussi aux colonies mulate et mulatesse, mots plus rapprochés de l'étymologie espagnole mulato. On appelle métis le fruit de l'union d'un blanc avec une Indienne. De la conjonction d'un mulâtre ou d'une mulâtresse avec un noir ou une noire, il naît un câpre, et au degré suivant, dans l'un comme dans l'autre cas, le fruit est un griffe. De la conjonction d'un blanc et d'une mulâtresse ou d'un mulâtre et d'une blanche, il naît le mestif; au deuxième degré, c'est le quarteron; au troisième, le mamelouk. Les degrés supérieurs ne sont plus caractérisés que par l'appellation vaguement stigmatisante de sang-mêlé. Ce dernier mot exprime comme une limite fatale entre deux races. Heureusement que le préjugé est destiné à s'effacer et qu'un jour viendra où la signification de ce nom sera ce qu'elle doit être, plutôt favorable que déprimante. Car il est reconnu que les croisements perfectionnent les espèces. »

« Eh ! lieutenant, qui peut compter les différentes races qui se multiplient dans cet Eldorado du Mexique ! Voyez plutôt tous ces croisements que j’ai soigneusement étudiés, avec l’intention de contracter un jour quelque mariage avantageux ! On y trouve le mestisa, né d’un Espagnol et d’une Indienne ; le castisa, né d’une femme métis et d’un Espagnol ; le mulâtre, né d’une Espagnole et d’un nègre ; le monisque, né d’une mulâtresse et d’un Espagnol ; l’albino, né d’une monisque et d’un Espagnol, le tornatras, né d’un albino et d’une Espagnole ; le tintinclaire, né d’un tornatras et d’une Espagnole ; le lovo, né d’une Indienne et d’un nègre ; le caribujo, né d’une Indienne et d’un lovo ; le barsino, né d’un coyote et d’une mulâtresse ; le grifo, né d’une négresse et d’un lovo ; l’albarazado, né d’un coyote et d’une Indienne ; le chanisa, né d’une métis et d’un Indien ; le mechino, né d’une lova et d’un coyote ! »

— Jules Verne, Un drame au Mexique, chapitre IV.
La population métisse, comme la population blanche, s'est approprié ces classifications par nuance de couleur et il en reste des traces dans le langage, notamment aux Antilles françaises. D'autres termes antillais existent, et sont plus ou moins usités. Certains sont péjoratifs comme chapé coolie qui désigne les métis indiens, d'autres restent plus affectifs comme chabin (féminin: chabine) et désignent les métis à la peau claire (ou avec des yeux ou cheveux clairs). L'hybride issu du mouton et de la chèvre est aussi nommé chabin, chabine.
Chaque teinte entre le noir et le blanc a eu son qualificatif. Dans les Antilles françaises, en Espagne, au Portugal, au Brésil et dans le sud des États-Unis comme dans plusieurs autres pays, l'importance de l'origine raciale ne s'arrêtait pas à la première génération. Une classification raciste selon la part de « sang noir » s'est mise en place, ainsi traditionnellement :
- Un enfant issu d'une union noir-blanc est un mulâtre (mulâtresse)
- Un enfant issu d'une union mulâtre-blanc est un quarteron (quarteronne)
- Un enfant issu d'une union quarteron-blanc est un octavon (octavonne)
- Un enfant issu d'une union mulâtre-noir est un câpre (câpresse) ou un griffe (griffonne)

Le terme quarteron signifie que l'individu a un quart de sang noir et octavon qu'il en a un huitième (les qualificatifs ont par exemple été utilisés concernant Alexandre Dumas père et fils).
En langue anglaise, la division ne s'arrêtait pas à octoroon (l'équivalent d'octavon), on avait donc ensuite le quintroon (c’est-à-dire la cinquième génération à partir de l'ancêtre noir), nettement plus fréquent que son synonyme hexadecaroon (qui signifie que l'individu a un seizième de sang noir). Ces derniers qualificatifs ont probablement été très peu utilisés car à ce niveau les individus n'ont plus aucune caractéristique les différenciant des blancs.

### Antilles françaises
Dans les Antilles françaises, à Saint-Domingue (aujourd'hui Haïti), en Guadeloupe et en Martinique, la systématisation et la radicalisation de l’emploi des nuances de métissage dans les registres paroissiaux arrivent après la Guerre de Sept Ans (1756-1763). Le terme mulâtre désigne alors précisément une personne ayant un parent blanc et un parent noir. Les termes suivants étaient utilisés dans les registres paroissiaux puis dans les actes d'état civil,,:
| Proportion d'ancêtres noirs | Saint-Domingue | Guadeloupe/Martinique |
| 7/8                         | Sacatra        | -                     |
| 3/4                         | Griffe         | Capre                 |
| 5/8                         | Marabou        | -                     |
| 1/2                         | Mulâtre        | Mulâtre               |
| 1/4                         | Quarteron      | Métis                 |
| 1/8                         | Métis          | Quarteron             |
| 1/16                        | Mamelouk       | Mamelouk              |
| 1/32                        | Quarteronné    | -                     |
| 1/64                        | Sang-mêlé      | -                     |

À noter qu'en Martinique et en Guadeloupe, le terme de Quarteron ne désigne pas une personne ayant 1/4 de « sang noir » comme dans la partie française de Saint-Domingue, mais l’individu provenant d’un Blanc et d’une métisse et qui a donc 1/8 de « sang noir ». Ainsi, les différences fondamentales entre la partie française de Saint-Domingue et la Martinique et la Guadeloupe viennent principalement des termes métis et quarteron dont la signification est inversée.

### Statut social du mulâtre

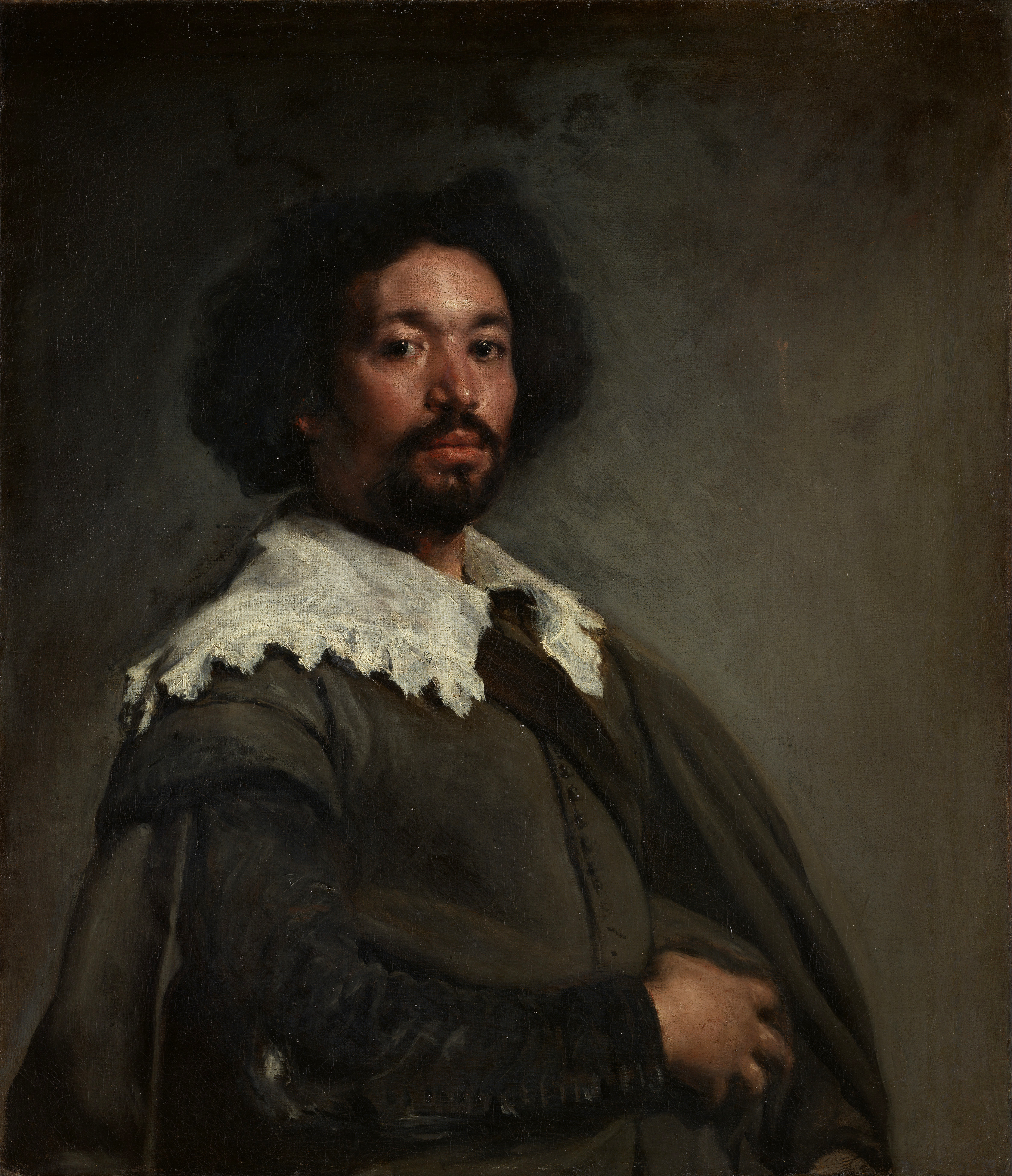
Juan de Pareja, né d'un père espagnol et d'une mère esclave noire, peint par Velasquez (1650).

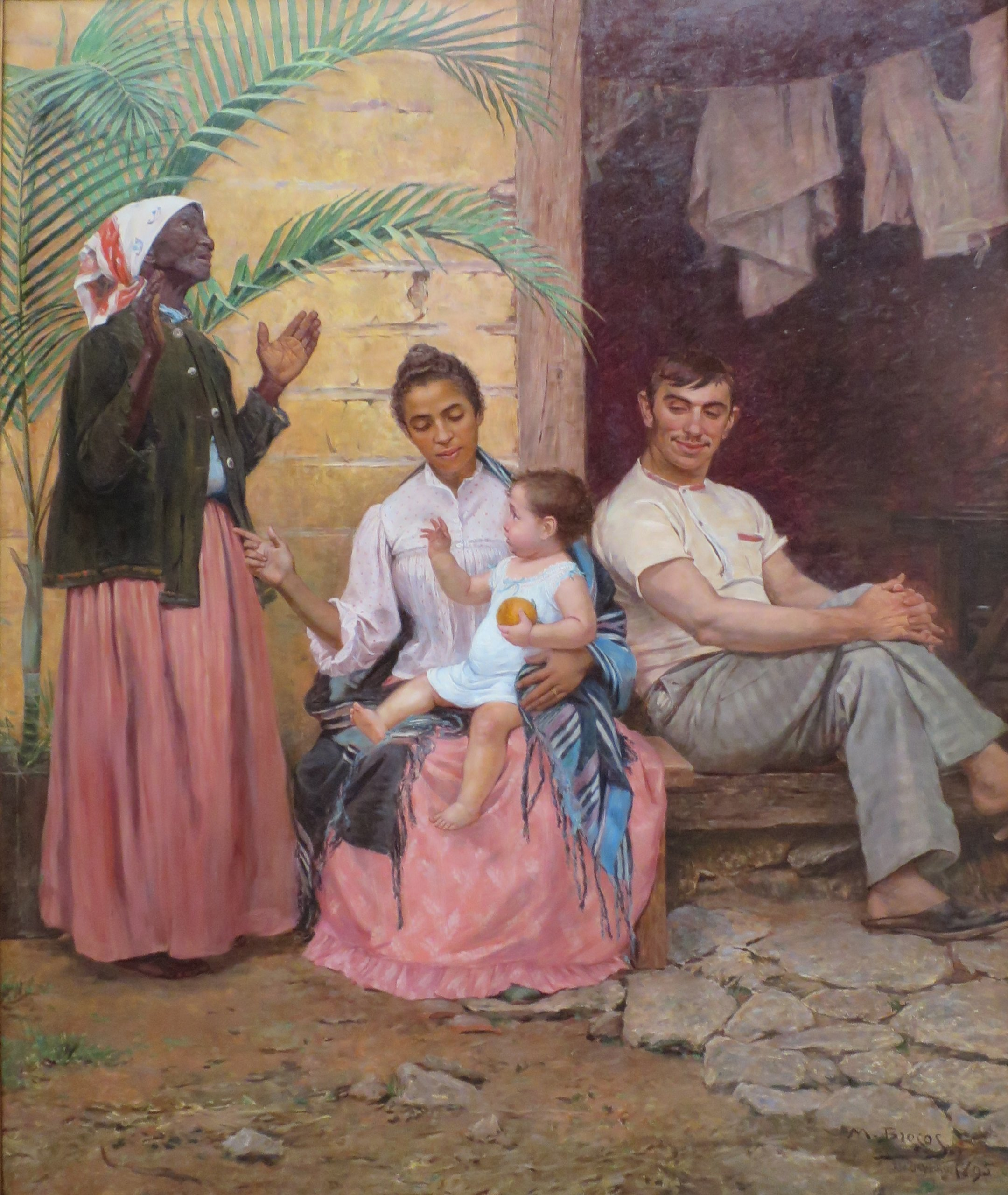
La Rédemption de Cham de Modesto Brocos (1895), illustrant l'éclaircissement du lignage familial au fil des générations.

### Louisiane
Un ordre tripartite (Blancs, Libres de couleur, Esclaves) existait dans la Caraïbe française et espagnole, ainsi qu'en Louisiane : un groupe de gens de couleur libres louisianais (Créoles de Louisiane), peu nombreux au début du XIXe siècle (estimé à 1 566 en 1805), mais relativement puissant, jouissait de privilèges, en comparaison de ses homologues du reste du continent nord-américain. Cependant, peu à peu, les nouvelles autorités américaines tentèrent d’imposer l’ordre biracial en usage dans le reste des États-Unis.